# Bianca Scott
Bianca Scott-Braxton (apellido de soltera: Scott, previamente: Murphy), es un personaje ficticio de la exitosa serie de televisión australiana Home and Away, interpretada por la actriz Lisa Gormley del 9 de julio del 2010, hasta el 12 de junio del 2014. Lisa regresó brevemente el 29 de julio del 2014 donde apareció en un episodio y nuevamente regresó en noviembre del 2016 hasta el 2 de febrero del 2017.
En diciembre del 2015 apareció en el spin-off de la serie llamado "Home and Away: An Eye for An Eye". En mayo del 2016 se anunció que Lisa regresaría para el nuevo spin-off de la serie "Home and Away: Revenge", el cual será estrenado el 19 de diciembre del mismo año. También aparecerá en el tercer especial titulado "Home and Away: All or Nothing", el cual será estrenado el 26 de enero del 2017.

## Antecedentes
Bianca es la sofisticada y testaruda hermana mayor de April, es todo lo que su padre desea en una hija. Su madre australiana sabe cómo mantener su arrogancia bajo control con buenas dosis de realidad. Bianca también sabe hablar francés, inglés e italiano. Bianca es muy cercana a April a pesar de que ambas tienen personalidades completamente diferentes.

## Biografía
Bianca llega por primera vez a Bay en una scooter vestida con ropa de fiesta después de escapar de su fiesta de compromiso en Milán. A su llegada inmediatamente llama la atención de Liam Murphy, con quien al inicio tiene varios enfrentamientos.
Poco después comienza una relación con Liam y pasan la noche juntos, pero cuando su ex-prometido Vittorio llega a Summer Bay para tratar de ganársela de nuevo y la besa, Liam los ve y decide que ya tuvo suficiente y se va de la bahía.
Poco después Vittorio le propone de nuevo matrimonio a Bianca y esta acepta aunque después comienza a tener dudas. El día de la boda Bianca a último momento deja a Vittorio en el altar para irse con Liam al darse cuenta de que es a él a quien ama y poco después huyen de la iglesia para comenzar una nueva vida.
Más tarde al descubrir que Liam salió hace dos meses de rehabilitación y no le llamó, sintiéndose mal Bianca decide ir a divertirse a B&B sin embargo las cosas salen mal y Bianca termina siendo drogada y violada. Poco después Liam regresa a la bahía y cuando se entera de lo que le sucedió a Bianca decide apoyarla. Inmediatamente la policía comienza a investigar la violación pero Bianca no recuerda quién fue el responsable, sin embargo cuando Bianca ve a Dean O'Mara en la playa se da cuenta de que él fue el responsable. Mientras que Dean está en su auto atropella a Bianca, quien termina en el hospital donde se recupera, mientras tanto Liam ataca a Dean y poco después Dean es arrestado por la violación y atropello a Bianca.
En el 2011 Liam le propone matrimonio a Bianca y finalmente en el 2012 la pareja se casa rodeada de amigos y familiares. Poco después Bianca descubre que está embarazada de su exnovio, Heath Braxton y aunque Bianca y Liam intentan salir adelante con las noticias no lo logran y pronto se separan. Más tarde Bianca da a luz a Rocco Scott-Braxton luego de que presentara complicaciones, después del nacimiento ambos se quedan en el hospital y cuando Bianca despierta el doctor Sid Walker descubre que tiene psicosis cuando comienza a creer que Rocco había muerto y que todos le mentían cuando le decían que estaba bien para no lastimarla, Bianca comienza a recibir ayuda de la consejera Natalie Davison quien la apoya a salir de la psicosis y pronto se hacen muy buenas amigas. 
Más tarde Bianca sale del hospital, algunas semanas más tarde Rocco es dado de alta y se mudan con Irene Roberts. Aunque al inicio Bianca cree que no es buena madre ya que no puede lograr que su hijo deje de llorar al final lo logra con la ayuda de Heath, Natalie y Darryl Braxton. 
Más tarde Bianca queda destrozada cuando Rocco muere por síndrome de síndrome de muerte subida infantil y comienza a culpar injustamente a Heath por lo sucedido. Bianca comienza a gritarle y a alejar a todos los que intentan ayudarla entre ellos, Irene, Natalie y Heath; poco después termina su relación con Heath. Inmediatamente intenta olvidar el dolor y le pide a Heath drogas pero este se niega y Bianca se molesta pero esa misma noche consigue drogas por parte de Adam Sharpe un antiguo amigo de los Braxton en quien Heath no confía y las consume, poco después termina acostándose con Adam y comienzan a salir. Cuando Natalie, Heath, Liam, Irene y April intentan ayudarla Bianca se molesta y se aleja de ellos. Poco después Bianca se da cuenta de que ha alejado a todos decide cambiar, acepta la muerte de su hijo y termina con Adam. 
Bianca decide pedirle disculpas a Heath y quiere regresar con él, sin embargo Heath molesto por la forma en que Beanca lo trató cuando murió Rocco la rechaza. Poco después cuando Heath decide hablarle a Bianca, Jamie Sharpe lo golpea en la cabeza y lo deja sólo en una balsa en medio del océano para que muera. Bianca comienza a preocuparse y cree que Adam mató a Heath por su culpa, sin embargo Brax y Kyle lo encuentran y lo llevan al hospital donde se recupera, ese mismo día Heath y Bianca se reconcilian.
En el 2014 Heath le pide matrimonio a Binca y ella acepta, sin embargo durante su despedida de soltero Heath cree que Bianca lo estaba engañando y él termina acostándose con Jessica Lockwood, más tarde el día de la boda Heath le revela a Bianca lo que había pasado en Melbourne, furiosa Bianca lo golpea y se va de la boda, sin embargo unos días después lo perdona y terminan casándose, la felicidad dura poco cuando unos meses después Jess llega a la bahía y revela que estaba embarazada de Heath, lo que deja destrozada a Bianca, todo lo sucedido ocasiona que Bianca termine acostándose con Zac MacGuire, pero cuando se despierta se siente culpable y decide acompañar a Ricky Sharpe a Londres, Heath decide viajar a Londres para recuperar a Bianca y cuando la encuentra se reconcilian y regresan a la bahía. Sin embargo, cuando Jess muere después de perder su batalla contra el cáncer, Harley se muda con Heath y Bianca, pero pronto Bianca comienza a tener problemas aceptando a Harley ya que le recordaba mucho a Rocco, por lo que su relación con Heath comienza a tener muchos problemas y terminan separándose nuevamente.
Heath decide decirle a Bianca que creía que lo mejor para ellos era el divorcio, sin embargo ambos regresan cuando Bianca le dice a Heath que lo quería a él y a Harley, poco después Bianca recibe una carta del departamento de educación donde ve que habían aceptado su transferencia en Sídney.
En junio del 2014 finalmente cuando Heath descubre sobre la transferencia le dice a Bianca que lo acepte y ella lo hace y se va de la bahía. 
El 29 de julio del mismo año Bianca regresa brevemente a la bahía para recoger a Heat, Darcy y Harley, y juntos se mudan de nuevo a la ciudad.